# Tao Luna
Tao Luna (Shanghai, 11 februari 1974) is een Chinese vrouwelijk schutter die meedeed aan de Olympische zomerspelen van 2000 in Sydney en van 2004 in Athene. Op die van 2000 won ze goud op de 10 meter luchtpistool en zilver op de 25 meter pistool. Ze is samen met het Chinese team wereldrecordhoudster op de 10 meter luchtpistool met 1161 punten.